# Lijst van beelden in Doetinchem
Dit is een (onvolledige) chronologische lijst van beelden in Doetinchem. Onder een beeld wordt hier verstaan elk driedimensionaal kunstwerk in de openbare ruimte van de Nederlandse gemeente Doetinchem, waarbij beeld wordt gebruikt als verzamelbegrip voor sculpturen, standbeelden, installaties, gedenktekens en overige beeldhouwwerken.
| Geplaatst   | Omschrijving                 | Kunstenaar           | Straat                                                    | Plaats     | Toelichting | Afbeelding |
| ----------- | ---------------------------- | -------------------- | --------------------------------------------------------- | ---------- | --- | ---------- |
| 1929        | Klootsema bank               | onbekend             | Kruisbergseweg                                            | Doetinchem | Jan Klootsema was van 1905 tot 1926 directeur van De Kruisberg |            |
| 1973        | Wachter                      | Nic Jonk             | Simonsplein                                               | Doetinchem | Deze kunstenaar maakte meer beelden met de naam 'de wachter'. |            |
| 1980        | De krantenlezer              | Don Dekker           | Simonsplein                                               | Doetinchem | Van dit beeldje van een zittend meisje dat de krant leest, zijn verschillende exemplaren gemaakt uit dezelfde mal. Ze zijn neergezet bij diverse krantenredacties.                           |            |
| 1986        | Verbondenheid                | Joop Haffmans        | hoek Plantenstraat / Terborgseweg                         | Doetinchem | |            |
| 1988        | Keuvelende boertjes          | Adri de Waard        | Veemarkt                                                  | Doetinchem | Eén boertje is in maart 2010 gestolen. Dit is nieuw gemaakt door Toon Grassens. |            |
| 1995        | vrijheidsmonument            | Marius van Beek      | Raadhuisstraat                                            | Doetinchem | Ter herinnering aan de bevrijding van Doetinchem op 1 en 2 mei 1945 door de Canadese Cavalry Highlanders. Op de sokkel staan de woorden "1940-45 Laat de vrijheid niet sterven."             |            |
| 2003        | Modulaire waterval           | Marijke de Goey      | Varsseveldseweg, bij Graafschap College                   | Doetinchem | Dit beeld is 21 meter lang en opgebouwd uit kubussen met ribben van twee meter lengte. |            |
| 2004        | D-toren                      | Q.S. Serafijn        | hoek Europaweg / Grutstraat                               | Doetinchem | Overdag is het 12 m hoge kunstwerk wit, maar 's avonds wordt de toren verlicht, in een kleur die wordt bepaald door de emoties van 50 Doetinchemse burgers.                                  |            |
| 2006        | Shall We Dance               | Floris Schoonderbeek | Energieweg                                                | Doetinchem | 37 m hoog; het beeld wekt de indruk de nabijgelegen masten ten dans te vragen. De bouw kostte 1,75 ton.                                                                                      |            |
| 2007        | Zonder titel                 | Jeroen Melkert       | Groene Wig                                                | Doetinchem | |            |
| 2007        | Joods Monument               | Wigger Bierma        | Boliestraat                                               | Doetinchem | De vier kastanjebomen staan voor de ongeveer 56 Doetinchemse joden die de oorlog overleefden. De negen plantgaten staan voor de 124 joodse medeburgers die niet meer terugkeerden.           |            |
| 2009        | The Water Trough             | Suzanne Willems      | Veemarkt/Houtkampstraat, ter hoogte van de Markthalstraat | Doetinchem | Monument voor de voormalige veemarkt, met aan de ene zijde een watertrog met daarboven twee koeienhoofden. Aan de achterzijde drie gedenkstenen afkomstig uit de in 2008 gesloopte markthal. |            |
| 2011        | De zakheilige van Doetinchem | Cornel Bierens       | Hofstraat (in Parkeergarage het Loo)                      | Doetinchem | Het kunstwerk bevat 125 stalen staken met daarop een aardewerken scherf die in Doetinchem gevonden is. Vanuit één punt gezien vormen ze een heiligenbeeld.                                   |            |
| ?           | Sint Ludger te paard         | Frans Cox            | Vondelstraat                                              | Doetinchem | Beeld van Sint Liudger, een vroegmiddeleeuwse bisschop en missionaris. |            |
| ?           | Nuage                        | Rini Dado            | Energieweg                                                | Doetinchem | Dit beeld staat bij het gebouw van het Waterschap Rijn en IJssel en symboliseert een zwemmende figuur.                                                                                       |            |
| ?           | Verenigd                     | Piet Killaars        | Europaweg, bij de spoorwegovergang                        | Doetinchem | |            |
| ?           | Wachtende reizigers          | Dick de Wit          | bij station Doetinchem                                    | Doetinchem | |            |
| ?           | Pedomobielen                 | Theo van Koot        | Hamburgerstraat                                           | Doetinchem | Een soort kinderfietsjes in de winkelstraat, die zich niet kunnen verplaatsen. |            |
| ?           | poëziepalen                  | Theo van Koot        | Simonsplein                                               | Doetinchem | Elke lantaarnpaal draagt een ander gedicht, van een Nederlandse dichter. |            |
| ?           | Pax of de Ontmoeting         | Henri Boelaars       | Abdijlaan 1 (Sint Willibrordsabdij)                       | Gaanderen  | |            |
| 1978 / 1979 | Meisje met Haan              | Tineke Bot           | Schouwburgplein, verplaatst vanaf De Veentjes             | Doetinchem | gelijke beelden in Barendrecht, Helmond, Hilversum |            |